# Sailly-Achâtel
Sailly-Achâtel è un comune francese di 227 abitanti situato nel dipartimento della Mosella nella regione del Grand Est.

## Società

### Evoluzione demografica
Abitanti censiti